# František Xaver Jiřík
František Xaver Jiřík (5. listopadu 1867, Třebějice – 27. ledna 1947, Praha) byl český historik umění, publicista a ředitel Uměleckoprůmyslového muzea v Praze.

## Život
Narodil se v rodině Josefa Jiříka, kováře v Třebejicích a jeho manželky Marie, rozené Houdkové.
František X. Jiřík maturoval na gymnasiu v Jindřichově Hradci a před rokem 1889 studoval na Uměleckoprůmyslové škole u Emanuela Krescense Lišky a Otakara Hostinského. Vystudoval dějiny umění a filozofie dějin umění na pražské Karlo Ferdinandově Univerzitě (Alwin Schultz) a estetiku u Otakara Hostinského a získal zde roku 1894 doktorát filozofie. Kromě toho studoval malířství na vídeňské Akademii.
Od roku 1897 byl asistentem a od roku 1915 do roku 1933 ředitelem Uměleckoprůmyslového muzea v Praze. Jeho asistentem byl Josef Pečírka, adjunktem muzea byl Zdeněk Wirth. Krátce rovněž vyučoval dějiny umění jako externista na Uměleckoprůmyslové škole (1913-1914).
Publikoval v časopisech Květy, Rozhledy a Umění, v letech 1904-08 redigoval časopis Dílo, 1908-11 byl autorem výtvarné rubriky v Národní Politice. Od roku 1895 se podílel na tvorbě hesel Ottova slovníku naučného. Spolupracoval s JUV a byl aktivním členem Kruhu pro pěstování dějin umění.
Zemřel v Praze roku 1947 ve věku 79 let.

### Rodinný život
Dne 1. října 1894 se na Královských Vinohradech oženil se Zuzanou Hájkovou (1872–??). Manželé Jiříkovi žili na Královských Vinohradech, měli syna a dceru.

## Dílo
Jiříkovo uměleckohistorické bádání je publikováno v řadě časopiseckých článků z let 1895 – 1914. Byl generačním druhem Karla Chytila a Karla Boromejského Mádla a podobně jako oni se musel vyrovnat s nástupem modernismu. Ve svých studiích o dějinách malířství 19. století se vymezil proti starším teoriím o determinaci rasou, prostředím a dobou a zdůraznil úlohu silného lidského individua pro rozvoj nové epochy umění. Podrobně se zabýval Rubenovou malířskou školou na pražské Akademii, japonskými vlivy na evropské umění nebo malíři Josefem Navrátilem, Josefem Mánesem, Karlem Purkyně, Soběslavem Pinkasem.
Později se věnoval převážně znalecké muzejní práci, zejména dekorativnímu malířství, textilu a sklu.